# Maxen
Maxen est un village de Saxe, qui fait maintenant partie de la commune de Müglitztal.

## Événement célèbre
Maxen vit se dérouler le 21 novembre 1759 la bataille de Maxen, célèbre événement de la guerre de Sept Ans où les troupes prussiennes du général Friedrich August von Finck furent vaincues par les troupes autrichiennes de Leopold Joseph von Daun.